# 平壌農業大学
平壌農業大学（ピョンヤンのうぎょうだいがく、朝鮮語：평양농업대학（ピョンヤンノンオプテハク）、英語：Pyongyang Agricultural College）は朝鮮民主主義人民共和国（北朝鮮）の平壌市にある農業大学。1981年に金日成総合大学の農学部が分離し、設立された。